# نیک منزا
نیک منزا (انگلیسی: Nick Menza; ۲۳ ژوئیهٔ ۱۹۶۴ – ۲۱ مهٔ ۲۰۱۶) موسیقی‌دان اهل ایالات متحده آمریکا بود. وی بین سال‌های ۱۹۸۱ تا ۲۰۱۶ میلادی فعالیت می‌کرد.